# نترات الأمونيوم
نترات الأمونيوم أو نترات نشادر هو مركب كيميائي له الصيغة NH4NO3، ويوجد في الشروط القياسية على شكل بلورات عديمة اللون سهلة الانحلال في الماء وهي تتسيّل بسهولة لدى تماسها مع الهواء.
يستخدم المركب أساسًا في صناعة المتفجرات المستخدمة في المناجم والإنشاءات الهندسية؛ كما يستخدم نظراً لمحتواه العالي من النتروجين في تركيب الأسمدة.
تعمد العديد من الدول مؤخراً على التقليل التدريجي من استخدام نترات الأمونيوم ضمن التطبيقات الاستهلاكية نظراً لخطورة التعامل مع هذه المادة ولاحتمالية إساءة استخدامها. وقد شهدت عدة دول كوارث جراء انفجار هذا المركب، منها انفجار مرفأ بيروت سنة 2020.

## التحضير
يحضر مركب نترات الأمونيوم من تمرير غاز الأمونياك في حمض النتريك (تركيز 42%)، مع العلم أن تفاعل التحضير هذا ناشر للحرارة.
{\displaystyle {\ce {HNO3 + NH3 -> NH4NO3}}}
في هذا التفاعل يكون مركب الأمونيا في حالته اللامائية (الغازية)، في حين ينبغي أن يكون حمض النتريك مركزاً؛ والتفاعل عنيف نظراً لكونه طارداً للحرارة. عند انتهاء التفاعل يتشكل محلول من نترات الأمونيوم تركيزه حوالي 88%، ثم يبخر الماء منه ليستحصل في النهاية على ناتج ذي تركيز يتراوح بين 95% إلى 99.9%؛ والذي يبلور على شكل حبيبات صغيرة داخل برج ترذيذ (برج رش) أو إلى حبيبات خشنة بالرش والتسخين داخل مجفف دوار. يمكن لهذه الحبيبات الناتجة أن تجفف لاحقاً لمنع التكتل. يستحصل على الأمونيا اللازمة لتحضير نترات الأمونيوم من عملية هابر-بوش؛ والتي يمكن أن تؤكسد إلى حمض النتريك وفق عملية أوستفالد.
بأسلوب آخر يمكن أن ينتج مركب نترات الأمونيوم وفق تفاعل تبادل:
{\displaystyle {\ce {(NH4)2SO4 + Ba(NO3)2 -> 2 NH4NO3 + BaSO4}}}
أو وفق عملية النتروفوسفات:
{\displaystyle {\ce {Ca(NO3)2 + 2 NH3 + CO2 + H2O -> 2 NH4NO3 + CaCO3}}}
يسمى الخليط الناتج وفق التفاعل الأخير نترات أمونيوم الكالسيوم وهو يستخدم في مجال الأسمدة.

## الخواص
يوجد المركب في الشروط القياسية على شكل مسحوق بلوري أبيض اللون، وهو ينحل جداً في الماء، ويرافق ذلك تبرُّد للمحلول الناتج، كما أنه ينحل أيضاً في كل من الميثانول والإيثانول.
عند التسخين يتفكك مركب نترات الأمونيوم بنمطين وذلك حسب أسلوب التسخين؛ فبالتسخين البطيء حول درجة انصهاره، يتفكك مركب نترات الأمونيوم إلى كل من الماء وغاز الضحك حسب المعادلة:
{\displaystyle {\ce {NH4NO3 -> N2O + 2H2O}}}
أما بالتسخين الشديد فيتفكك مركب نترات الأمونيوم إلى الأكسجين، والنيتروجين، والماء حسب المعادلة:
{\displaystyle {\ce {2NH4NO3 -> 2N2 + O2 + 4H2O}}}
إن تفاعلات التفكك الحراري المذكورة ناشرة (طاردة) للحرارة؛ وفي حال كانت كتلة نترات الأمونيوم أكبر من الكتلة الحرجة فإن التفكك يكون انفجارياً. تبلغ السرعة الانفجارية لنترات الأمونيوم 2500 متر/ثانية عند كثافة مقدارها 1.4 غ/سم3؛ مطلقاً بذلك سحابة ذات لون برتقالي بني بسبب ثنائي أكسيد النيتروجين، وهو ناتج ثانوي من تفاعل نواتج التفكك.

## الاستخدامات

### الأسمدة
بسبب محتواه العالي من النتروجين يستخدم مركب نترات الأمونيوم في تركيب الأسمدة (السماد الآزوتي). وبسبب قابليته للتكتل فإنه يوجد دائماً على شكل خليط (مزيج)، غالباً إما مع كبريتات الأمونيوم أو أملاح الكالسيوم. تبلغ قيمة NPK لهذا السماد 0-0-34 (أي 34% نتروجين)؛ وبالمقابل تتميز اليوريا عن هذا المركب بقيمة NPK أعلى (0-0-46)، كما أنها أسهل من حيث التعامل في عمليات النقل والتخزين، كما أنها أكثر ثباتية واستقراراً.

### المتفجرات
يمكن أن يستخدم نترات الأمونيوم في تصنيع القنابل والمتفجرات التي تستخدم في المناجم وفي الإنشاءات الهندسية؛ حيث أنه قادر على تشكيل مزائج انفجارية نظراً لخواصه المؤكسدة القوية، وذلك مع الأزيدات أو مسحوق الألومنيوم أو مزيجه مع زيت الوقود (ANFO)، والأخير واسع الاستخدام في المجالات الصناعية.

### متفرقات
- يدخل نترات الأمونيوم في بعض الأحيان في تركيب المحاليل المملوءة داخل أكياس التبريد، لأن انحلال هذا المركب في الماء هو تفاعل ماص للحرارة.
- قامت شركة تاكاتا (Takata) المصنعة لتجهيزات السيارات باستخدام نترات الأمونيوم بديلاً رخيصاً من أجل نفخ الوسائد الهوائية؛ إلا أنها اضطرت لسحب منتجاتها من السوق بسبب كونها غير آمنة، حيث تسببت في وفاة 14 شخص.[14]

## السلامة
إن مركب نترات الأمونيوم مسبب للحرائق، لذا يجب أخذ الحيطة والحذر عند التعامل معه عند تخزينه أو نقله؛ إذ أن التسخين أو تقريب أي مصدر حراري يؤدي إلى التسبب بانفجار هذا المركب. يتفاعل نترات الأمونيوم مع المواد القابلة للاشتعال وكذلك مع المواد المختزلة نظراً لكونه مؤكسداً قوياً؛ كما يجب عزله عن باقي المواد الكيميائية الأخرى، نظراً لنشاطه الكيميائي الكبير.
نظراً لخطورة هذا المركب فقد أصدرت عدة وكالات وهيئات حكومية تعليمات السلامة للتعامل الآمن مع هذه المادة؛ مثل الولايات المتحدة الأمريكية، والمملكة المتحدة، وأستراليا. يمكن التخفيف من خطورة نترات الأمونيوم المستخدم في مجال الأسمدة بخلطه مع أنواع أخرى.

## حوادث
يذكر التاريخ العديد من الحوادث بسببه، على سبيل المثال وقع ذلك سنة 1921 في لودفيغسهافن الألمانية. وفي 1947 فاجعة مدينة تكساس بميناء تكساس وفي مدينة تولوز الفرنسية سنة 2001،  بمعمل للأسمدة الزراعية وانفجارات تيانجين 2015 ، وانفجار مرفأ بيروت 2020 في 4 أغسطس 2020، حسبما ذكرت مصادر أمنية لبنانية.